# Richard Kirwan
Richard Kirwan, född 1 augusti 1733 i Cloughballymore, grevskapet Galway, död 22 juni 1812 i Dublin, var en irländsk kemist och geolog.
Kirwan var 1766-68 verksam som advokat, men levde därefter omväxlande i London, på sitt gods på Irland och i Dublin. Han är framförallt känd som en av de sista anhängarna till flogistonteorin.
Han författade, utom en mängd specialavhandlingar, som till exempel Elements of Mineralogy (1784; andra upplagan 1794-96) och vann ett aktat namn genom sina analytiska undersökningar.
Kirwan blev ledamot av Royal Society 1780 och tilldelades Copleymedaljen 1782. Han invaldes 1784 som utländsk ledamot nummer 124 av Kungliga Vetenskapsakademien.
Han var president för Royal Irish Academy 1799-1812 och blev vid stiftandet av Wernerian Natural History Society i Edinburgh 1808 en av de grundande hedersledamöterna.